# Iwate (Berg)
Der Iwate (jap. 岩手山, Iwate-san) ist ein Schichtvulkan des Ōu-Gebirges in Sichtweite der japanischen Stadt Morioka, der Hauptstadt der nordjapanischen Präfektur Iwate.
Der Iwate hat eine Höhe von 2038,2 Meter und wird wegen seiner Form auch Iwate-Fuji (岩手富士) oder Nambu-Fuji (南部富士) genannt. Er ist ein Vulkan; zuletzt kam es im Jahr 1919 zu einer kleineren Eruption, bei der Wasserdampf entwich. In den Jahren 1998 bis 2003 wurden kleinere vulkanische Beben beobachtet.

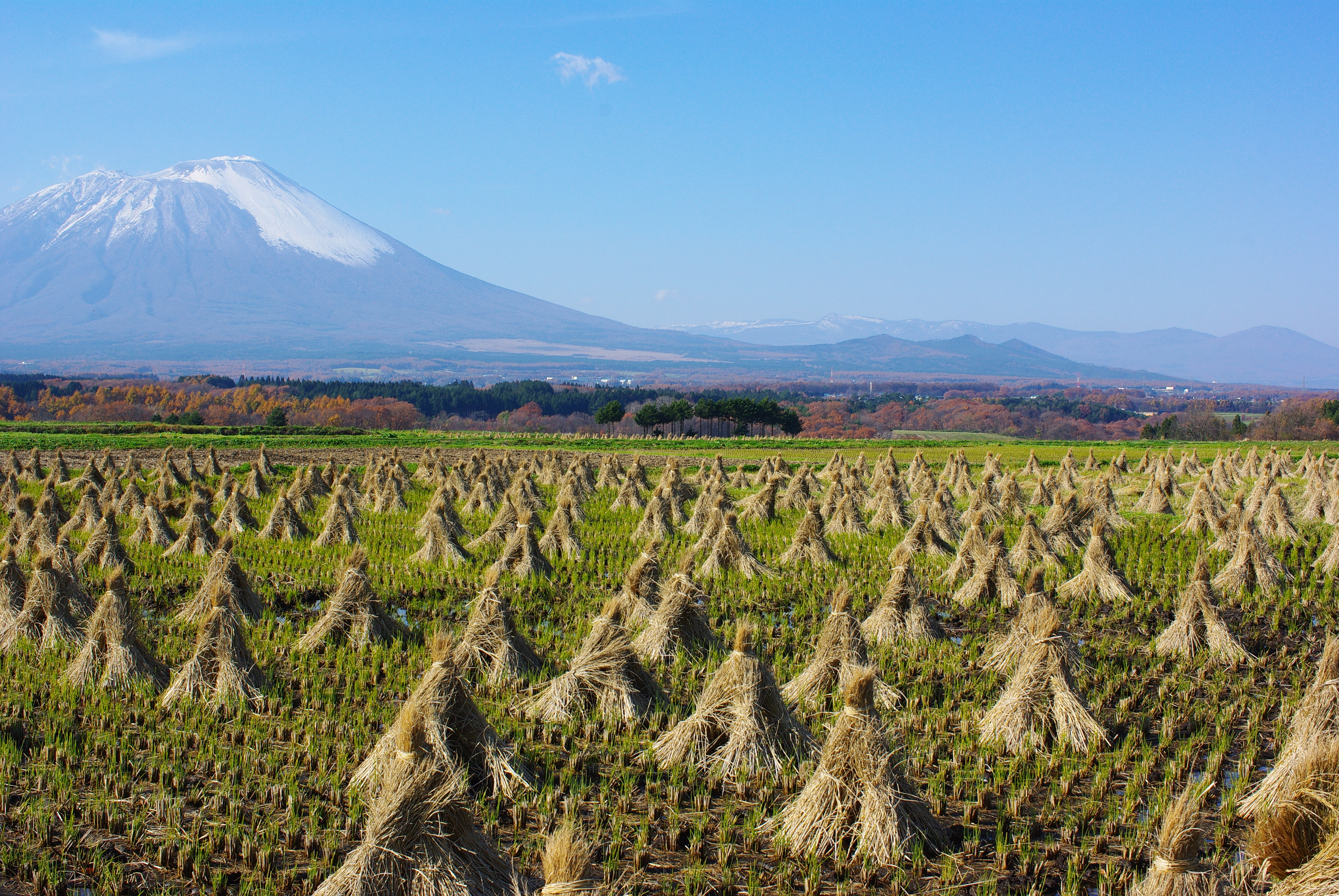
Der Iwate von Tamayama aus gesehen